# Schüsselbildung

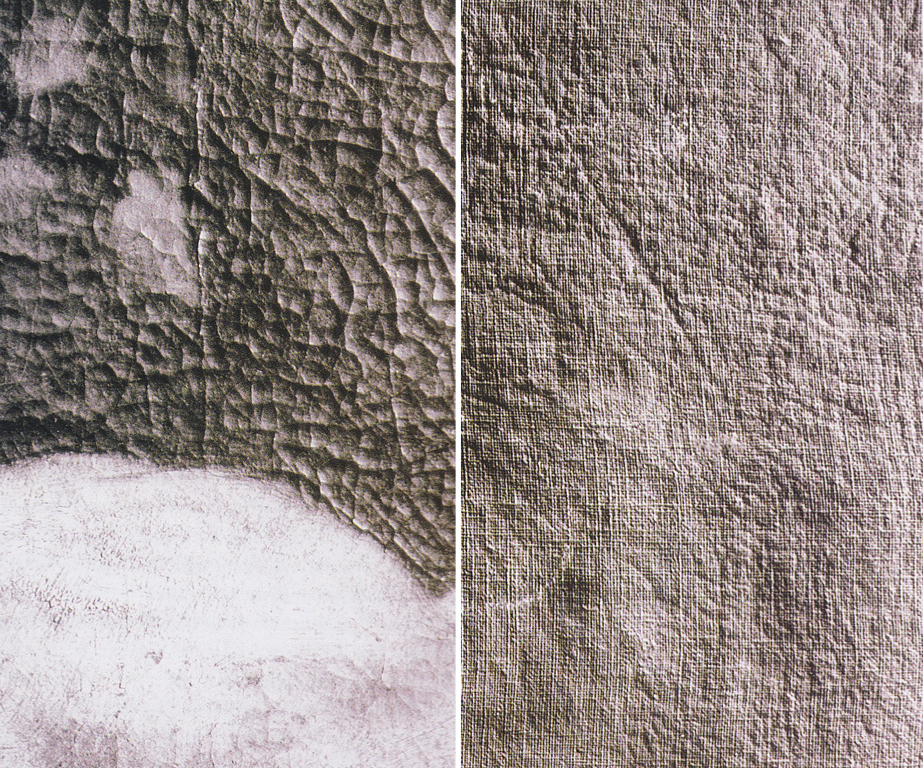
Bei der Schüsselbildung wölben sich die Farbschollen einer bindemittelreichen braunen Farbschicht an ihren Rändern hoch. Dabei reißen sie den textilen Bildträger mit, so dass er an seiner Rückseite eine Negativstruktur bildet.

Als Schüsselbildung bezeichnet man in der Gemäldekunde eine schüsselförmige Verformung der Bildschicht. Dabei haben sich die Ränder vieler kleiner Bildschichtschollen schüsselförmig hochgewölbt und den darunterliegenden textilen Bildträger „mitgerissen“, so dass er auf der Rückseite eine Negativstruktur bildet.

## Vorkommen
Die Schüsselbildung tritt überwiegend in bindemittelreichen dunklen, meist braunen Farbflächen auf. Angrenzende andersfarbige Flächen zeigen in der Regel keine Verformung.

## Entstehung
Die Bildschicht eines Gemäldes ist ein dünner craquelierter „Film“ aus einer oder mehreren Farbschichten. Er überzieht die gesamte Gemäldeoberfläche. Im Vergleich zu seiner Oberfläche ist seine Gesamtmasse gering. Entsprechend reagiert er auf Umwelteinflüsse.
Jede Bildschicht besitzt eine für sie charakteristische Gleichgewichtsfeuchte. Diese ist abhängig von der Höhe der relativen Luftfeuchtigkeit und von der Zusammensetzung der Bildschicht. Bei steigender Luftfeuchtigkeit nimmt sie Wasserdampf auf (Sorption), bei fallender Luftfeuchtigkeit gibt sie Wasserdampf ab (Desorption). Bei unterschiedlichem Dampfdruck zwischen Vorder- und Rückseite eines Gemäldes findet außerdem eine sogenannte Wasserdampfdiffusion statt. Dabei wandern die Wassermoleküle durch die gesamte Bildstruktur oder, bei craquelierten Gemälden, überwiegend durch die Alterssprünge. Diese Vorgänge – man bezeichnet sie als Permeation – lösen ein Schrumpfen und Quellen der Bildschicht und des textilen Bildträgers aus und dabei ein Hochwölben der Bildschichtschollen bestimmter Erdpigmente. Ist die Bindung (Adhäsion) der Bildschicht an den textilen Bildträger gut und der textile Bildträger nicht ausreichend gespannt, wird er mit der Bildschicht verformt. Weitere Ursachen liegen vermutlich im hohen Bindemittelgehalt und in den hygroskopischen Eigenschaften der braunen Erdpigmente.

## Beschreibung in der Literatur
Erstmals wurden diese Vorgänge 1942 von Rawlins, später von Keck und Mecklenburg beobachtet und beschrieben. Berger und Russel haben 1984 die durch Klimaschwankungen auftretenden Kräfte im textilen Bildträger gemessen und aufgezeichnet. Weiter hat 1987 Schaible umfangreiche Überlegungen zum Phänomen der Schüsselbildung an Leinwandgemälden angestellt.

## Wirkung auf das Erscheinungsbild
Schüsselbildungen beeinflussen das Erscheinungsbild eines Gemäldes. Bedingt durch die aufgewölbten Ränder wirken die Farbschollen wie kleine Hohlspiegel, die die auffallenden Lichtstrahlen gebündelt reflektieren, sodass die Formgebung in einer dunklen Farbschicht häufig nicht oder nur sehr schwer zu erkennen ist.